# 光滑真鱸
光滑真鱸為輻鰭魚綱鱸形目鱸亞目真鱸科的一種，為溫帶淡水魚，分布於南美洲阿根廷Santa Cruz-Chico流域，體長可達22公分，棲息在底中層水域，生活習性不明。

## 擴展閱讀
維基物種上的相關：光滑真鱸